# میتل‌دویچر روندفونک
میتل‌دویچر روندفونک Mitteldeutscher Rundfunk (یا بطور مختصر MDR ام‌دی‌ار؛ پخش آلمان مرکزی) رسانه عمومی ایالت‌های فدرال تورینگن، زاکسن و زاکسن-آنهالت در آلمان است. دفتر مرکزی این شبکه در ژانویه ۱۹۹۱ در لایپزیگ تأسیس شد و دارای استودیوهای منطقه ای در درسدن، ارفورت و مگدبورگ است. ام‌دی‌ار عضو کنسرسیوم پخش کنندگان عمومی ARD در آلمان است.
MDR کانال تلویزیونی خود را به سه ایالتی تحت پوشش خود پخش می‌کند و همچنین در ساخت برنامه‌ها به شبکه اول تلویزیون آلمان داس ارسته کمک می‌شود. چندین شبکه رادیویی زیرنظر ام‌دی‌ار اداره می‌شوند.

## استودیو و کارمندان

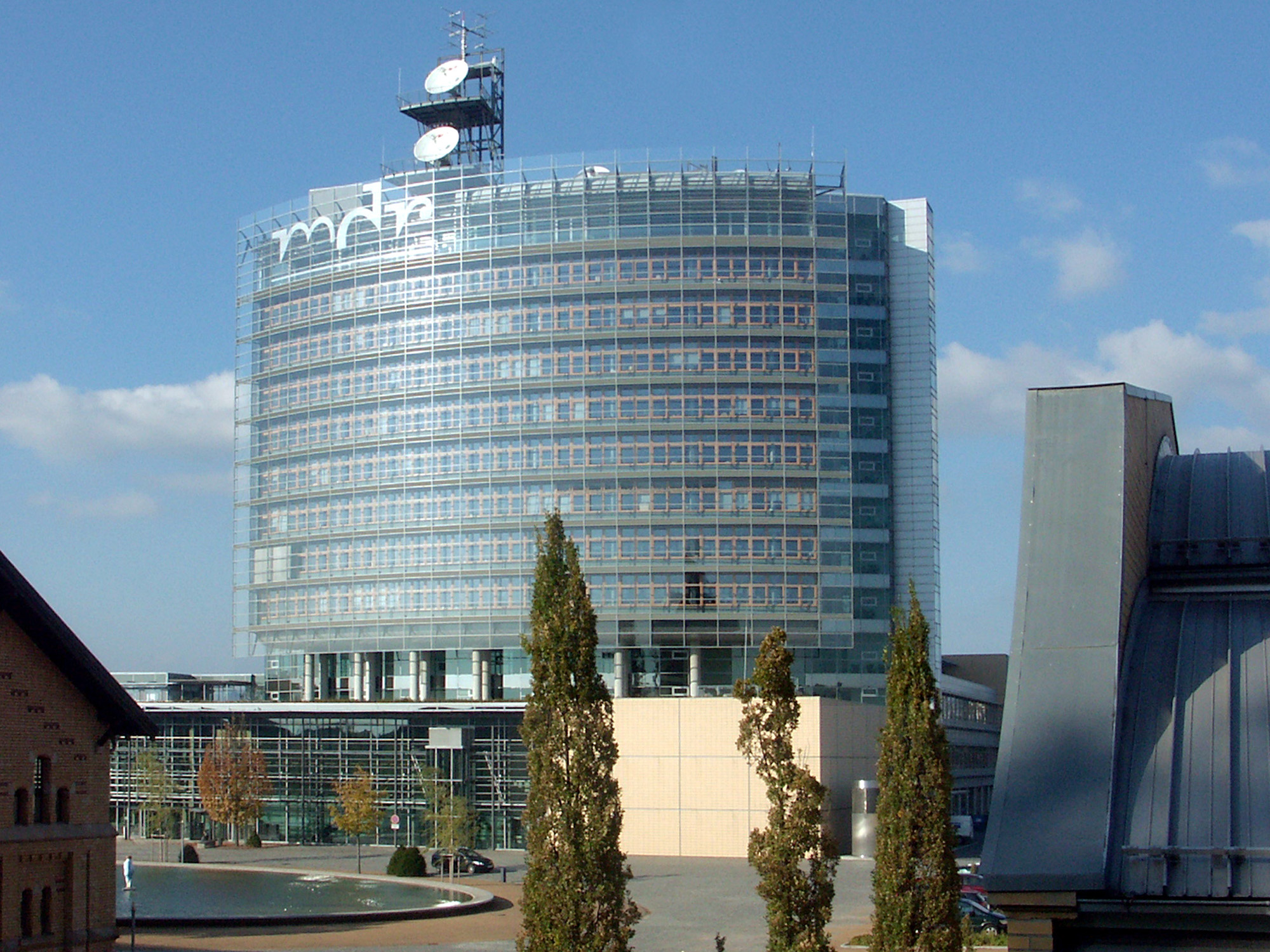
دفتر مرکزی MDR در لایپزیگ

MDR تقریباً ۲۰۰۰ کارمند دارد. استودیوی اصلی تلویزیون در لایپزیگ و استودیوی اصلی رادیو در هاله قرار دارد. در هر سه پایتخت ایالت‌های تحت پوشش ام‌دی‌ار، استودیوهای رادیو و تلویزیون وجود دارند: درسدن (زاکسن)، ارفورت (تورینگن) و ماگدبورگ (زاکسن-آنهالت).

## امور مالی
در سال ۲۰۱۲، ۸۷٪ از درآمد کل MDR که بطور سالانه ۶۸۴٬۵۲۹٬۹۷۹ یورو بود از هزینه‌های اشتراک پرداختی برای همه خانوارها با نرخ ۱۷٬۵۰ € (در ماه) بدست آمده‌است. این هزینه‌ها مستقیماً توسط MDR دریافت نمی‌شود بلکه توسط سرویس اشتراک (Beitragsservice) متعلق به ARD (و اعضای آن)، شبکه تلویزیونی دوم ZDF و شبکه رادیوی ملی آلمان دویچلندفونک جمع‌آوری می‌شود.

## کانال‌های تلویزیونی و رادیویی

### کانال‌های تلویزیونی
- MDR Fernsehen یا تلویزیون ام‌دی‌ار- شبکه سوم برای آلمان مرکزی با برنامه‌های منطقه ای برای زاکسن، زاکسن-آنهالت و تورینگن

MDR همچنین به شبکه‌های‌های زیر در تهیه برنامه کمک می‌کند:
- داس ارسته - شبکه اول تلویزیون سراسری آلمان
- فونیکس - شبکه‌ای که عمدتاً مستندها، رویدادهای ویژه و بحث و گفتگو پخش می‌کند و به‌طور مشترک توسط ARD و ZDF اداره می‌شود.
- KiKa - شبکه کودکان به‌طور مشترک توسط ARD و ZDF اداره می‌شود
- arte - یک کانال فرهنگی فرانسه و آلمان
- 3sat - شبکه فرهنگی ARD , ZDF , ORF (پخش کننده اتریش) و SRG (پخش سوئیس)

### کانال‌های رادیویی
- MDR Sachsen - شبکه منطقه ای برای زاکسن
- MDR Sachsen-Anhalt - شبکه منطقه ای برای زاکسن آنهالت
- MDR تورینگن - شبکه منطقه ای برای تورینگن
- MDR Jump - موسیقی پاپ
- MDR Kultur - فرهنگ و موسیقی کلاسیک و محلی.
- MDR Aktuell - اخبار و اطلاعات ۲۴ ساعته (پخش موج متوسط در ۳۰ آوریل ۲۰۱۳ متوقف شد)
- MDR Sputnik - شبکه موسیقی با محور جوانان.
- MDR Klassik موسیقی کلاسیک
- MDR Schlagerwelt - موسیقی اشلاگر
- MDR Tweens شبکه رادیویی کودکان

## فرستنده‌ها
MDR صاحب فرستنده نیست. فرستنده‌های این شبکه تحت مالکیت و مدیریت دویچه تلکوم هستند.